# Enoplognatha diodonta
Enoplognatha diodonta är en spindelart som beskrevs av Zhu och Zhang 1992. Enoplognatha diodonta ingår i släktet Enoplognatha och familjen klotspindlar. Inga underarter finns listade i Catalogue of Life.